# Alicja Eber
Alicja Eber z domu Frenkiel, używała też nazwiska Ever (ur. 1889 w Kaliszu, zm. 23 stycznia 1980 w Rzymie) – polska plastyczka, malarka, córka Józefa Frenkla -- lekarza, siostra Marii Morskiej.

## Życiorys
Alicja Frenkiel urodziła się w 1889 roku w Kaliszu w inteligenckiej rodzinie żydowskiej, dobrze zasymilowanej ze środowiskiem polskim, jako córka lekarza, a wnuczka rabina. Naukę rozpoczęła w angielskiej szkole w Broadstairs w hrabstwie Kent, szkołę średnią ukończyła w Warszawie, następnie studiowała pod kierunkiem Edwarda Trojanowskiego w warszawskiej Akademii Sztuk Pięknych, później w Monachium, Dreźnie i w Stuttgarcie pod kierunkiem Paula Klee. W 1909 roku wyszła za mąż za Edwarda Ebera – architekta.
W Warszawie zaprojektowała szyld do kawiarni Adria, była autorką fresku, który ozdabiał plafon Adrii. W latach 1909–1911 wystawiała w Zachęcie m.in. ornamenty na okładki, projekty ekslibrisów i okładek. Jej obrazy olejne z okresu międzywojennego uległy zniszczeniu podczas II wojny światowej.
Po wybuchu wojny za pomoc Żydom została aresztowana i była przetrzymywana przez kilka tygodni na Pawiaku.
Na początku 1940 wraz z mężem wyjechała do Włoch.
Podczas wojny nie prowadziła aktywnego życia twórczego, podjęła je ponownie w wieku 60 lat, po śmierci męża; malowała na jedwabiu, tworzyła grafiki i niewielkie kompozycje. Tak mówią o jej twórczości ludzie, którzy ją znali:

Uderzyła mnie w nich [obrazach] subtelna magia wpółnatchniona, wpółskomponowana, instynktowno-uczuciowa kolorystyka, świat wizji, marzeń i wspomnień.

Na jej jedwabiu spotykają się fantomy wszystkich czasów podczas niektórych dni, a raczej nocy. Fantomy, zwierzęta, kamienie, rośliny, błędne ognie. Istoty wcielone i nieziemskie, które krążą gdzieś w przestworzach.

W obrazach Alicji Eber można wyróżnić motywy św. Jerzego, dragona i księżniczki, zaczerpnięte z legend północnoeuropejskich oraz pewne formy z kultury słowiańskiej (wycinanki ludowe).

Jej kompozycje zawierają skarbiec wycinanek ludowych, romantycznych, muzycznych i symbolicznych przedstawień nowoczesnego malarstwa. Może być ono reprezentowane przez nazwiska Chagall, Kandinsky, Klee, Lurçat, ale u niej zauważyć można wielkie bogactwo fantastycznych i emocjonalnych wspomnień, które w intensywnej kolorystyce tworzą autentyczne formy organiczne Alicji Eber.

Wzięła udział w wielu wystawach – również indywidualnych, była nagradzana. Jej prace zakupiło kilka muzeów m.in. Galeria Uffizi we Florencji. Ostatnie lata życia spędziła w jednym z rzymskich domów opieki. Pod koniec życia skierowała się w stronę katolicyzmu, odwiedzała kościoły, napisała list do papieża Jana Pawła II. Zmarła 23 stycznia 1980 r., została pochowana na cmentarzu Porta Prima. W 1987 r. powstał dokumentalny film pt. „Życie w obrazach” w reżyserii Bożeny Garus-Hockuby o twórczości  Alicji Eber, którą zagrała aktorka Beata Poźniak.